# Оуен Стенли
Вижте пояснителната страница за други личности с името Стенли.
Оуен Стенли (на английски: Owen Stanley) е английски военноморски офицер, хидрограф, изследовател на Нова Гвинея.

## Произход и младежки години (1811 – 1836)
Роден е на 13 юни 1811 г. в енория Олдърли, графство Чешър, Великобритания, в семейството на епископа на Норич Едуард Стенли. На 15-годишна възраст постъпва като юнга в Кралския военноморския флот и в продължение на 9 години служи под командването на Филип Паркър Кинг на кораба „Adventure“ и Джон Франклин в Средиземноморието.

## Експедиционна дейност (1836 – 1850)

### Участие в експедицията на Джордж Бак (1836 – 1837)
През 1836 г. отплава за Арктика като научен офицер в експедицията на Джордж Бак. След тежко зимуване сред ледовете на Канадския арктичен архипелаг и значителна повреда на кораба в резултат от сблъскването с айсберг, през 1837 експедицията се връща в Англия без някакви постижения.

### Изследвания в Австралия и Нова Зеландия (1838 – 1843)
През 1838 г. е назначен за капитан на кораба „Britomart“ и отплава за Австралия и Нова Зеландия, където извършва географски и хидроложки изследвания в Торесовия проток и Тиморско море. Завръща се през 1843 г., а през март 1842 г. е избран за член на Британското кралско научно дружество.

### Експедиция в Нова Гвинея (1846 – 1850)
През 1846 г. от Англия е изпратена в новогвинейски води експедиция под командата на Оуен Стенли на два кораба „Ратълснейк“ и „Брамбъл“, като в експедицията участват натуралистът Джон Макгиливри и бъдещият президент на Кралското географско дружество Томас Хенри Хъксли.
Експедицията отплава през декември 1846 г. от Портсмут. През ноември 1847 г. пристига в Порт Къртис (днес Сидни) на австралийското крайбрежие. През 1848 г. от Сидни Стенли се отправя в Коралово море и към Торесовия проток, където извършва хидрографски изследвания.
През 1849 г. отново се отправя от Сидни на север, изследва северната част на Коралово море, в т.ч. архипелага Луизиада. През юни картира най-големия остров в архипелага – остров Тагула с планината Ратълснейк (Риу, 806 м) и островите Пана-Вина, Бобо-Ама, Багаман, Пана-Роа, Утиан и Пана-Сиа. На 11 август открива най-югоизточната точка на Нова Гвинея – нос Брумер (9°00′ ю. ш. 150°20′ и. д. / 9° ю. ш. 150.333333° и. д.). Продължава на запад и северозапад покрай южното крайбрежие на Югоизточния полуостров на Нова Гвинея, открива планината Оуен Стенли и засича върховете Томпсън, Симпсън, Дейман (Каова-Горо), Саклинг (3676 м), Кларенс, Браун, Обри (3120 м) и връх Оуен Стенли (4100 м). Изследва редица заливи и носове в залива Папуа.
През 1849 г. Стенли се разболява и в началото на 1850 г. се завръща в Сидни, където на 13 март умира от сърдечен удар на 38-годишна възраст.
Посмъртно през 1852 г. в Лондон неговият помощник, капитан на кораба „Брамбъл“, издава книгата му „Narrative of the voyage of HMS. Rattlsnake“ (London, 1852, I-II).

## Памет
Неговото име носят:
- връх Оуен Стенли, в планината Оуен Стенли, в югоизточната част на Нова Гвинея;
- планина Оуен Стенли (8°50′ ю. ш. 147°30′ и. д. / 8.833333° ю. ш. 147.5° и. д.), в югоизточната част на Нова Гвинея.